# Pierre Marquand-Gairard
Pour les articles homonymes, voir Marquand et Gairard.
 (juin 2021).
Si vous disposez d'ouvrages ou d'articles de référence ou si vous connaissez des sites web de qualité traitant du thème abordé ici, merci de compléter l'article en donnant les références utiles à sa vérifiabilité et en les liant à la section « Notes et références ».
Pierre Marquand-Gairard, né le 11 février 1902 à Marseille (Bouches-du-Rhône) et mort le 3 décembre 1972 à Marseille (Bouches-du-Rhône), est un homme politique français.

## Biographie
Fils d'un négociant en bois de tonnellerie et location de futailles pour le transport du vin, Pierre Marquand-Gairard entre dans l'entreprise familiale après des études qui le mène à une licence de droit.
Mobilisé en 1939, il est rendu à la vie civile après l'armistice. Il ne semble avoir participé ni à la résistance, ni à la collaboration pendant l'occupation.
Après la guerre, il s'engage dans le gaullisme, adhérent en 1947 au Rassemblement du peuple français. Cette même année, il devient adjoint au maire gaulliste de Marseille Michel Carlini dans un contexte d'affrontements parfois violents entre gaullistes et communistes dans cette ville.
En 1953, réélu conseiller municipal, il accepte la proposition du socialiste Gaston Defferre, nouveau maire de la ville, d'entrer dans son équipe, et conserve ses fonctions de maire adjoint.
Après la dissolution du RPF, Pierre Marquant-Gairard rejoint les Républicains sociaux de Jacques Chaban-Delmas. C'est avec cette étiquette qu'il se lance dans les législatives de 1956, menant une liste qui n'obtient que le résultat marginal de 1,3 %. Il paye sans doute là son ralliement à la municipalité socialiste, qui n'avait pas l'accord de la grande majorité des gaullistes locaux.
En 1958, tout en soutenant évidemment le retour de Charles de Gaulle au pouvoir, il exprime sa méfiance vis-à-vis des orientations conservatrices qui vont constituer l'essentiel de l'UNR. Il n'adhère donc pas à l'UNR pour rejoindre le Centre de la Réforme Républicaine, fondé par les gaullistes de gauche Henri Frenay, Paul Alduy et Jean de Lipkowski.
Il fait partie des 35 candidats se présentant sous cette unique étiquette aux législatives de 1958. Dans la 7ème circonscription des Bouches-du-Rhône, il n'obtient que 12,6 % des voix, loin derrière le candidat investi par l'UNR, Joseph Barbier (21,9 %). À l'issue du second tour, le sortant communiste Paul Cermolacce conserve son mandat.
En 1959, opposé à l'orientation très critique de Defferre vis-à-vis de De Gaulle, il n'est pas réélu au conseil municipal.
En 1962, il décide de se représenter aux législatives, dans la circonscription laissée vacante par la décision d'Henri Bergasse de ne pas se représenter. Il obtient cette fois le soutien de l'UNR, et de l'UDT, et mène une campagne axée sur le soutien au Président de la République.
Il est finalement élu député, au second tour, à la faveur d'une triangulaire serrée (il n'obtient que 37,6 % des voix).
A l'Assemblée, il n'est guère actif, intervenant peu et déposant peu de textes. Il suit les consignes de son groupe sur tous les votes de la législature.
Il perd son mandat lors des élections de 1967, le socialiste Bastien Leccia bénéficiant du désistement de la candidate communiste au second tour, et l'emportant de peu (50,6 % contre 49,4 %).
Il meurt cinq ans plus tard, à l'âge de 70 ans.

## Détail des fonctions et des mandats
Mandat parlementaire
- 25 novembre 1962 - 2 avril 1967 : Député de la 1re circonscription des Bouches-du-Rhône